# David Sherwood (Schauspieler)
David Ian Sherwood (* 1944) ist ein südafrikanischer Theater- und Filmschauspieler.

## Leben
Sherwood machte seine Ausbildung zum Schauspieler am Marlborough College Liverpool und an der Birmingham Theatre School. Seit 1967 ist er als Schauspieler für Theaterproduktionen tätig. Mitte der 1970er Jahre verkörperte er in den Fernsehserien The Villagers und der Fortsetzung The Villagers II die Rolle des Simon McRae. 1986 war er in zehn Episoden der Fernsehserie Shaka Zulu in der Rolle des Captain Blair zu sehen. Im Folgejahr übernahm er eine Nebenrolle im Spielfilm Steel Dawn – Die Fährte des Siegers. 2004 stellte er im Fernsehfilm Quatermain und der Schatz des König Salomon die Rolle des Earl Morris dar. 2011, knapp sieben Jahre später, übernahm er die Rolle des Professors Elgar im Abenteuerfernsehfilm Treasure Guards – Das Vermächtnis des Salomon, der als Thematik ebenfalls um Salomo handelt.

## Filmografie (Auswahl)
- 1976: The Villagers (Fernsehserie)
- 1977: The Villagers II (Fernsehserie)
- 1981: Twelfth Night (Fernsehfilm)
- 1983: Town Guard (Fernsehserie)
- 1983: Hamlet: Prince of Denmark (Fernsehfilm)
- 1985: The Girl Who Hated Jimmicks (Fernsehfilm)
- 1985: Two Weeks in Paradise (Fernsehfilm)
- 1985: Westgate III (Fernsehserie)
- 1986: Shaka Zulu (Fernsehserie, 10 Episoden)
- 1987: Steel Dawn – Die Fährte des Siegers (Steel Dawn)
- 1987: Kick or Die
- 1988: Purgatory
- 1988: Paradise Road
- 1988: Bush Shrink
- 1989: Jane und der verlorene Schatz (Jewel of the Gods)
- 1989: Ruhe vor dem Sturm (Circles in a Forest)
- 1989: Blutiger Ruhm (Brutal Glory)
- 1990: Night of the Cyclone
- 1990: Return to Justice
- 1990: American Fighter 4 – Die Vernichtung (American Ninja 4: The Annihilation)
- 1990: River of Diamonds – Ungeschliffen kommt der Tod (River of Diamonds)
- 1991: American Kickboxer – Blood Fighter (American Kickboxer)
- 1991: Crystal Eye
- 1992: Timber (Fernsehfilm)
- 1993: Tropical Heat (Sweating Bullets) (Fernsehserie, Episode 3x28)
- 1994: MMG Engineers (Fernsehserie)
- 1994: Demon Keeper
- 1994: The Visual Bible: Acts
- 1994: Where Angels Tread (Fernsehserie)
- 1995: Astrocop
- 1996: Tarzan – Die Rückkehr (Tarzan: The Epic Adventures) (Fernsehserie, Episode 1x06)
- 1996: Rhodes (Mini-Serie, Episode 1x08)
- 1997: Ekhaya: A Family Chronicle (Mini-Serie)
- 1997: Il segno della scimmia (Fernsehfilm)
- 1997: Operation Delta Force 2: Mayday (Fernsehfilm)
- 1997: Sindbads Abenteuer (The Adventures of Sinbad) (Fernsehserie, Episode 2x12)
- 1997: Das Geheimnis der verborgenen Stadt (Legend of the Hidden City) (Fernsehserie, Episode 1x39)
- 1999: Disaster Zone
- 1999: Heel Against the Head
- 1999: Dazzle
- 1999: Betrayed – Verraten und verkauft (Traitor’s Heart)
- 2000: Operation Delta Force 5: Random Fire
- 2001: Dr Lucille: The Lucille Teasdale Story (Fernsehfilm)
- 2003: Scout's Safari (Fernsehserie, Episode 1x11)
- 2004: Quatermain und der Schatz des König Salomon (King Solomon’s Mines) (Fernsehfilm)
- 2005: Bermuda Dreieck – Tor zu einer anderen Zeit (The Triangle) (Mini-Serie, 3 Episoden)
- 2006: Sibahle (Kurzfilm)
- 2008: Hansie: A True Story
- 2008: The Devil's Whore (Mini-Serie, 2 Episoden)
- 2010: Night Drive – Hyänen des Todes (Night Drive)
- 2011: How to Steal 2 Million
- 2011: Treasure Guards – Das Vermächtnis des Salomon (Treasure Guards)
- 2012: Angus Buchan's Ordinary People
- 2013: Challenger – Ein Mann kämpft für die Wahrheit (The Challenger) (Fernsehfilm)
- 2013: Diana
- 2013: Nothing for Mahala
- 2014: Konfetti
- 2014: Covert Affairs (Fernsehserie, Episode 5x11)
- 2017: Hartstog (Fernsehfilm)
- 2018: Origin (Fernsehserie, Episode 1x08)
- 2019: The Girl from St. Agnes (Fernsehserie, Episode 1x01)
- 2020: Black Beauty